# Bruce Beutler
Bruce Alan Beutler (nascut el 29 de desembre de 1957) és un immunòleg i geneticista dels Estats Units. Junt amb Jules A. Hoffmann, van rebre la meitat del Premi Nobel de Medicina o Fisiologia el 2011, pels "seus descobriments respecte a l'activació de la immunitat innata" (l'altra meitat del Premi Nobel la va rebre Ralph M. Steinman pels "seus descobriments de les cèl·lules dendrítiques i el seu paper en la immunitat adaptativa").
Beutler actualment és Director del Center for the Genetics of Host Defense a la Universitat de Texas Southwestern Medical Center a Dallas, Texas i Professor Adjunt a The Scripps Research Institute, a La Jolla, Califòrnia.

## Contribucions científiques
Beutler és ben conegut pels seus estudis moleculars i genètics, que van ser pioners, sobre la inflamació i la immunitata innata. Les molècules que va estudiar es van usar més tard en la droga Etanercept per al tractament de l'artritis reumatoide, la malaltia de Crohn i altres formes d'inflamació.
En el curs de la seva obra, Beutler i els seus companys van identificar gens requerits per altres processos biològics importants, incloent la regulació de l'absorció del ferro i el desenvolupament dels embrions,